# Ruszkay Jenő
Ruszkay Jenő (1928. október 31-ig Ranzenberger Jenő Oszkár, Budapest, 1887. január 1. – Budapest, 1946. június 22.) címzetes vezérezredes, politikus a második világháború idején, A szélsőjobboldali mozgalmakban vezető szerepet töltött be.

## Élete a háborúig
Az első világháborúban a cs. és kir. hadseregben tüzértisztként szolgált, és elvégezte a Hadiiskolát. Mint vezérkari tiszt, sok más társához hasonlóan, ő is a Vörös Hadseregben vállalt szolgálaton keresztül jutott el a Horthy-hadseregig. 1920-ban a vezérkari főnök szárnysegédje volt. 1920—1922-ben a katonai vezetés többször küldte őt külföldre különleges megbízatásokkal. 1922 decemberében, az antant-ellenes török függetlenségi háború idején a Honvédelmi Minisztérium Ankarába küldte a magyar–török kapcsolatok felvételére. Ranzenberger  „Ruszkay" fedőnéven (később ez lett a magyarosított neve is) megbízólevelet kapott a kereskedelemügyi minisztertől, hogy „üzleti ügyekben" Kisázsiába utazzék „az ottani piaci lehetőségek tanulmányozása végett".
A volt központi hatalmak élénk törökországi aktivitása azonban felkeltette az antant bizalmatlanságát. A „Neue Freie Presse” című bécsi lap 1923. március 15-i számában megírta,
hogy „Herr von Ruttkay" törökországi tevékenységét a megszálló hatóságok nagy nemtetszéssel figyelik, a franciák ebben a mudroszi fegyverletétel feltételeinek megsértését látják. Ruszkay 1923 nyár elején visszatért Magyarországra, majd 1923 októberében fiktív módon átminősítették diplomatának, és a Külügyminisztérium ellátta őt egy „lettre d'instruction"-nal megbízta őt a magyar követség felállításának előkészítésével, és addig is a magyar ügyek félhivatalos intézésével. 1924 februárjában, a követség felállítása után Ruszkay Jenő II. o. követségi titkári rangban katonai szakelőadói beosztást kapott, mivel Magyarország a trianoni békeszerződés értelmében nem küldhetett katonai attasét. Törökország ezt a megoldást elfogadta, és Ruszkayt bizalmasan katonai attasénak tekintette.
1940. május 1-jén nyugállományba helyezték, majd november 14-én rendfokozatáról is lemondott. 1940 júliusában a Magyar Nemzetiszocialista Párt vezetője lett, majd közreműködött a Nyilaskeresztes Párt létrehozásában. Innét Pálffyékkal együtt 1941-ben kivált, majd a nyilas hatalomátvétel után újra csatlakozott. 1941-től a német nemzetbiztonság számára szolgáltatott adatokat, erről a berlini levéltárban őrzött jelentései tanúskodnak. Különösen Horthy István kormányzóhelyettessé választása (1942. február), majd repülőszerencsétlensége körüli időszakban (1942. augusztus) vették jó hasznát a németek az általa közölt információknak.

## Szerepe a II. világháborúban
A német megszállást követően vezérkari főnöknek jelölték, ám végül mégsem kapta meg a tisztséget. Az 1944. október 16-a után megalakult Szálasi-kormány a németországi nagykövetnek szánta, ám a tisztséget végül nem kapta meg. Kárpótlásul Beregfy Károly honvédelmi miniszter felajánlotta neki a szervezendő Legfelsőbb Külön Katonai Törvényszék vezetését, amit Ruszkay nem fogadott el. November 6-ától nyugállományú altábornagyként reaktiválták, 1945. február 20-ától ő lett az SS magyar alakulatainak felügyelője. Április 10-én átvette az SS XVII. hadtestének parancsnokságát.
1945. május 5-én amerikai fogságba került, akik kiadták Magyarországnak, mint háborús bűnöst. Hazatérésekor már depressziós volt, saját elmondása szerint akarta, hogy minél hamarabb végezzenek vele, mert megunt élni. Népbírósági perében beismerte tetteit, de nem érezte bűnösnek magát. 1946. március 27-én golyó általi halálra ítélték, június 22-én pedig kivégezték. A kivégzésére kirendelt katonáknak csak annyit mondott: „Jól célozzatok, fiúk!”